# 강제실시
강제실시(強制實施, compulsory license)는 특허를 가진 자의 동의 없이 강제로 특허를 사용할 수 있도록 하는 특허권에 대한 제약을 말한다. 주로 정부가 강제실시권 발동을 통해 행사하며 세계무역기구 무역관련 지적재산권에 관한 협정에 이 권리가 규정되어 있다. 9·11 테러 이후 미국은 독일 바이엘사의 탄저 치료제 가격이 너무 비싸다는 이유로 바이엘사의 특허권에 대해 강제실시를 했다. 현재 대부분의 약을 선진국 제약 업체에 의존하는 개도국의 경우 에이즈나 조류독감에 대한 약을 강제실시하여 값싸게 생산해야 한다는 목소리가 높다.
무역관련 지적재산권에 관한 협정(TRIPs)의 제31조는 강제실시권이 발동될 수 있는 경우는 다음과 같다.
1. 합리적 기간내에 합리적 계약조건으로 권리자로부터 라이선스를 받을 수 없는 경우
2. 국가비상사태 혹은 긴급한 상황
3. 공공의 비영리목적 등

## 같이 보기
- 도하 선언
- 지식 재산권